# Charles Edmonstone
Charles Edmonstone, 2e baronnet (10 octobre 1764 - 1er avril 1821), également le 12e de Duntreath, est un homme politique écossais.

## Biographie
Il est le troisième fils de Archibald Edmonstone (1er baronnet). Il fait ses études au Collège d'Eton, puis à Christ Church, Oxford. Ayant été admis au barreau, il est l'un des six clercs de la chancellerie jusqu'à la mort de son père. En 1806, il est élu député de Dumbartonshire, mais il perd son siège aux élections générales de l'année suivante. En 1812, il devient député de Stirlingshire et occupe ce siège jusqu'à sa mort. Tory comme son père, il soutient le gouvernement de Lord Liverpool pendant la dernière partie des guerres napoléoniennes.
Il épouse Emma, fille de Richard Wilbraham Bootle de Rode Hall, dans le Cheshire, dont il a un fils et une fille. Il épouse ensuite le 5 décembre 1804 Louisa Hotham (9 octobre 1778 - 30 août 1840), fille de Beaumont Hotham (2e baron Hotham), dont il a quatre fils et deux filles. Sa deuxième fille, Louisa Henrietta, épouse John Kingston of Demerara en 1829 . Il meurt à Brighton en 1821, apparemment d'un accident vasculaire cérébral, âgé de cinquante-huit ans, et son fils aîné lui succède.